# 10939 Maheshwari
10939 Maheshwari è un asteroide della fascia principale. Scoperto nel 1999, presenta un'orbita caratterizzata da un semiasse maggiore pari a 2,1729842 au e da un'eccentricità di 0,1378729, inclinata di 2,37194° rispetto all'eclittica.